# Paraspathius rufiscutum
Paraspathius rufiscutum är en stekelart som beskrevs av Belokobylskij, Iqbal och Austin 2004. Paraspathius rufiscutum ingår i släktet Paraspathius och familjen bracksteklar. Inga underarter finns listade i Catalogue of Life.